# Partido Republicano Autónomo de Granada
El Partido Republicano Autónomo de Granada (PRAG) fue un partido político español que existió durante la época de la Segunda República en Granada, vinculado al republicanismo histórico y, en especial, al Partido Republicano Radical de Alejandro Lerroux.

## Historia
Fue fundado por José Pareja Yébenes, que era rector de la Universidad de Granada. Esto implicó que en el partido hubiera un considerable número de personalidades del ámbito universitario. Entre los miembros más destacados se encontraban el ingeniero de obras públicas Juan José Santa Cruz, el político Luis Fajardo Fernández, o el catedrático Jesús Yoldi Bereau. El partido se circunscribió exclusivamente al ámbito granadino. En las elecciones municipales del 12 de abril de 1931 el PRAG obtuvo varios concejales en el Ayuntamiento de Granada, y unos meses después, en las elecciones a Cortes Constituyentes, obtuvo cuatro diputados.
En 1932 el líder del Partido Republicano Radical (PRR), Alejandro Lerroux, propuso a Pareja Yébenes la integración del PRAG en el Partido Radical. Esta operación resultaba especialmente interesante para los radicales, ya que en Granada el PRR era muy débil mientras que el PRAG disponía de una buena organización. Los disidentes no acataron esta decisión y formaron un partido independiente. La desaparición del PRAG supuso un considerable fortalecimiento del PRR en Granada.